# Monety kolekcjonerskie III RP w 1995
W 1995, pierwszym roku po denominacji, Narodowy Bank Polski wyemitował 12 monet kolekcjonerskich: 11 srebrnych oraz jedną złotą. Projekt awersu, który jest identyczny dla wszystkich srebrnych monet z tego roku zaprojektowała Ewa Tyc-Karpińska.

## Spis monet
| Moneta                                                            | Nominał     | Stop   | Średnica (mm) | Masa (g) | Nakład | Data emisji     | Projektant                             | Wizerunek    |
| ----------------------------------------------------------------- | ----------- | ------ | ------------- | -------- | ------ | --------------- | -------------------------------------- | ------------ |
| Katyń, Miednoje, Charków - 1940                                   | 20 złotych  | Ag 925 | 38,61         | 31,1     | 30 000 | 30 kwietnia     | Ewa Tyc-Karpińska Roussanka Nowakowska | Awers Rewers |
| Berlin 1945 Seria: Żołnierz Polski na Frontach II Wojny Światowej | 10 złotych  | Ag 925 | 32            | 16,5     | 12 000 | 6 maja          | Ewa Tyc-Karpińska Bohdan Chmielewski   | Awers Rewers |
| 500 lat województwa płockiego (1495 - 1995)                       | 20 złotych  | Ag 925 | 38,61         | 31,1     | 15 000 | 6 maja          | Ewa Tyc-Karpińska Andrzej Nowakowski   | Awers Rewers |
| Sum (Silurus glanis) Seria: Zwierzęta świata                      | 20 złotych  | Ag 925 | 38,61         | 31,1     | 20 000 | 12 czerwca      | Ewa Tyc-Karpińska Roussanka Nowakowska | Awers Rewers |
| 50. rocznica powstania ONZ                                        | 20 złotych  | Ag 925 | 38,61         | 31,1     | 20 000 | 26 czerwca      | Ewa Tyc-Karpińska                      | Awers Rewers |
| 75. rocznica Bitwy Warszawskiej                                   | 20 złotych  | Ag 925 | 38,61         | 31,1     | 20 000 | 11 sierpnia     | Ewa Tyc-Karpińska                      | Awers Rewers |
| Pałac Królewski w Łazienkach Seria: Zamki i pałace w Polsce       | 20 złotych  | Ag 999 | 40            | 31,1     | 20 000 | 20 września     | Ewa Tyc-Karpińska                      | Awers Rewers |
| XIII Międzynarodowy Konkurs Pianistyczny im. Fryderyka Chopina    | 200 złotych | Au 900 | 27            | 15,5     | 500    | 9 października  | Robert Kotowicz                        | Awers Rewers |
| 100 lat nowożytnych Igrzysk Olimpijskich (1896 - 1996)            | 10 złotych  | Ag 925 | 32            | 16,5     | 20 000 | 30 października | Ewa Tyc-Karpińska Robert Kotowicz      | Awers Rewers |
| Igrzyska XXVI Olimpiady - Atlanta 1996                            | 20 złotych  | Ag 925 | 38,61         | 31,1     | 20 000 | 15 listopada    | Ewa Tyc-Karpińska Robert Kotowicz      | Awers Rewers |
| Mikołaj Kopernik - ECU                                            | 20 złotych  | Ag 925 | 38,61         | 31,1     | 15 000 | 30 listopada    | Ewa Tyc-Karpińska Robert Kotowicz      | Awers Rewers |
| Wincenty Witos - 100-lecie zorganizowanego ruchu ludowego         | 10 złotych  | Ag 925 | 32            | 16,5     | 20 000 | 21 grudnia      | Ewa Tyc-Karpińska Roussanka Nowakowska | Awers Rewers |